# Thin Air (album)
Thin Air je třicáté sólové studiové album Petera Hammilla. Album vyšlo v červnu 2009 u vydavatelství Fie! Records. Hammill zde hraje na všechny nástroje a je též producentem alba.

## Seznam skladeb
Autorem všech skladeb je Peter Hammill.
| Pořadí | Název                     | Délka |
| ------ | ------------------------- | ----- |
| 1.     | The Mercy                 | 6:21  |
| 2.     | Your Face on the Street   | 5:21  |
| 3.     | Stumbled                  | 4:48  |
| 4.     | Wrong Way Round           | 2:40  |
| 5.     | Ghosts of Planes          | 5:23  |
| 6.     | If We Must Part Like This | 4:38  |
| 7.     | Undone                    | 4:25  |
| 8.     | Diminished                | 6:11  |
| 9.     | The Top of the World Club | 7:03  |